# (454505) Suntharalingam
(454505) Suntharalingam est un astéroïde de la ceinture principale.

## Description
(454505) Suntharalingam est un astéroïde de la ceinture principale. Il fut découvert le 20 janvier 2010 aux États-Unis par le programme WISE. Il présente une orbite caractérisée par un demi-grand axe de 3,24 UA, une excentricité de 0,10 et une inclinaison de 11,9° par rapport à l'écliptique.